# 愛媛県立新居浜南高等学校
愛媛県立新居浜南高等学校（えひめけんりつにいはまみなみこうとうがっこう）は、愛媛県新居浜市篠場町に所在する公立の高等学校。

## 設置学科
- 総合学科
  - 人文科学系列
  - 国際教養系列
  - 地域共創系列
  - 自然科学系列
  - 工業系列
  - 商業系列
  - スポーツ科学系列
  - 福祉サービス系列

## 概要
教育目標は『個性豊かで広い視野をもち、心身ともに健全な人間を育成する』。校章は、イチョウの葉を上下に配し、山と海を表したもので、間に「高」の文字が乗る。
2006年（平成18年）から募集定員が40人削減され、120名となった。学科は総合学科のみで、普通科は現在募集を停止している。カリキュラムは単位制。自分で時間割を設定することが出来る。
在学中に介護福祉士、簿記、書写技能、酸素欠乏・硫化水素危険作業主任者などの資格を取得することが出来る。体験学習などもかなり意欲的である。
なお、生徒は自転車通学が多い。

## 校訓
何事にも自信をもち
明るく礼儀正しく
責任ある行動をとり
一致協力して
立派な校風を作ろう

## 沿革
- 1950年4月1日 - 愛媛県立新居浜西高等学校中萩分校（定時制課程普通科）として、開校する。
- 1957年4月1日 - 愛媛県立新居浜西高等学校角野分校と改称する。
- 1963年4月1日 - 全日制課程に移行する。
- 1964年11月1日 - 愛媛県立新居浜南高等学校（全日制課程普通科）として、設立する。
- 1964年11月1日 - 新居浜西高等学校角野分校の在校生徒並びに施設設備等を引き継ぐ。
- 1964年11月1日 - 校旗・校歌を制定する。
- 1964年11月1日 - ｢創立並びに校舎第3期工事落成記念式典｣を挙行する。
- 1966年1月17日 - 正門を新設する。
- 1968年7月5日 - 体育館を新築する。
- 1974年11月16日 - 創立10周年記念式典
- 1977年8月31日 - 理科教棟を新設する
- 1980年3月25日 - 教棟校舎を新築する
- 1987年 - 本館を増築する。
- 1988年11月１日 - 創立23周年記念式典
- 1994年10月31日 - 創立30周年記念式典
- 1996年4月1日 - 普通科の募集を停止、総合学科を新設。
- 1997年9月29日 - 総合学科棟が完成する。
- 2002年 - 女子生徒の制服を改定する。
- 2006年 - 5月1日現在で生徒数411名（入学定員120名）。
- 2008年 - 四国初のユネスコスクールに認定される。
- 2012年 - 創立50周年記念式典